# Dorfkirche Blochwitz

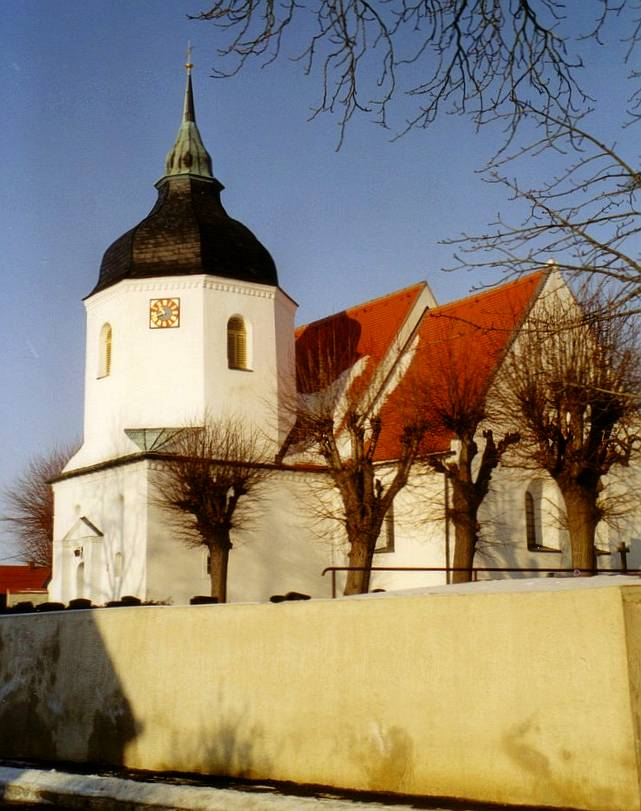
Dorfkirche Blochwitz

Die Dorfkirche Blochwitz im Ortsteil Blochwitz der Gemeinde Lampertswalde (Landkreis Meißen im Freistaat Sachsen) ist ein Kirchengebäude der Evangelisch-Lutherischen Landeskirche Sachsens.
Das in seiner heutigen Form nach dem Dreißigjährigen Krieg im Jahre 1668 unter Verwendung eines gotischen Vorgängerbaus durch Um- und Ausbauarbeiten entstandene Bauwerk ist vom örtlichen Friedhof umgeben in der Ortsmitte zu finden. Es steht heute unter Denkmalschutz und wird auf Grund seiner gut erhaltenen historischen Ausstattung und umfangreichen in Zinnoberrot gehaltenen Ausmalung als eine der schönsten Dorfkirchen in Sachsen bezeichnet.

## Geschichte

Südansicht (1914)

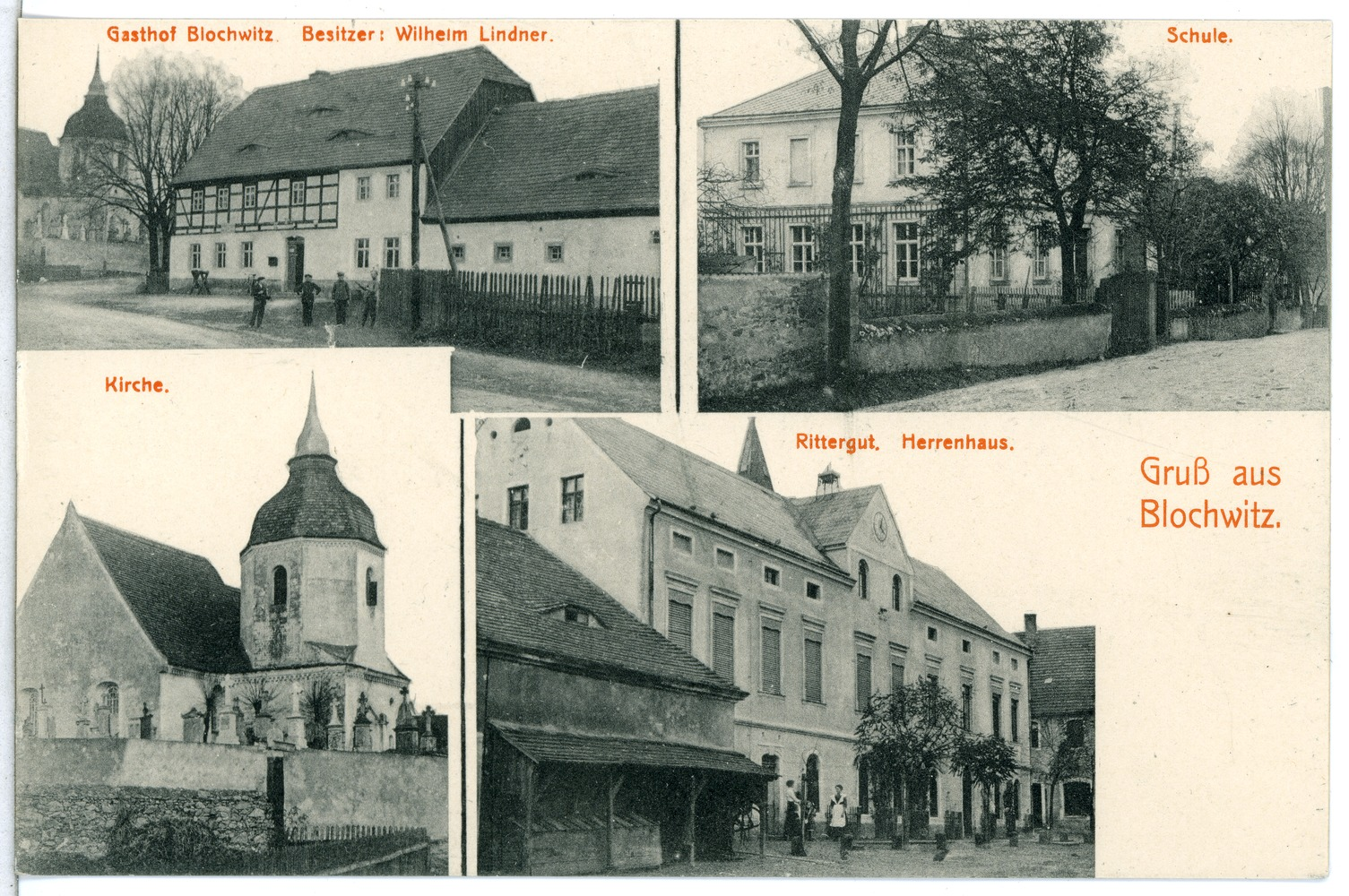
Ansichten von Blochwitz mit der Kirche um 1912

Grundriss
Längsschnitt
Querschnitt

Die Kirche wurde erstmals um 1220 als Filialkirche der Kirche Lampertswalde urkundlich erwähnt, als beide Kirchen an das Kloster Zum Heiligen Kreuz in Meißen übergingen.
Von 1439 an waren das Dorf Blochwitz und die Kirche im Besitz der Familie von Lüttichau in Großkmehlen, die bis in das 19. Jahrhundert das Kirchenpatronat innehatten. Die Blochwitzer Kirche war bis zum Jahre 1540 eine Filiale der Kirche im benachbarten Lampertswalde, danach war sie eine Filiale sowohl von Lampertswalde, als auch von Großkmehlen. Dabei war der Großkmehlener Diakon auch gleichzeitig Pastor in Blochwitz.
Obwohl Großthiemig infolge der Bestimmungen des Wiener Kongresses im Jahre 1815 vom Königreich Sachsen an den Regierungsbezirk Merseburg der preußischen Provinz Sachsen und seither der Superintendentur Elsterwerda unterstellt war, gelangte Blochwitz noch im Jahre 1828 zur Parochie Großthiemig. Dort war auch die wenige Kilometer westlich von Blochwitz gelegene Gemeinde Brößnitz bereits 1539 eingegliedert. Bis Blochwitz fast 100 Jahre später 1925 wieder zu Lampertswalde zurückkam, war die Kirche eine Filiale der Kirche in Linz.

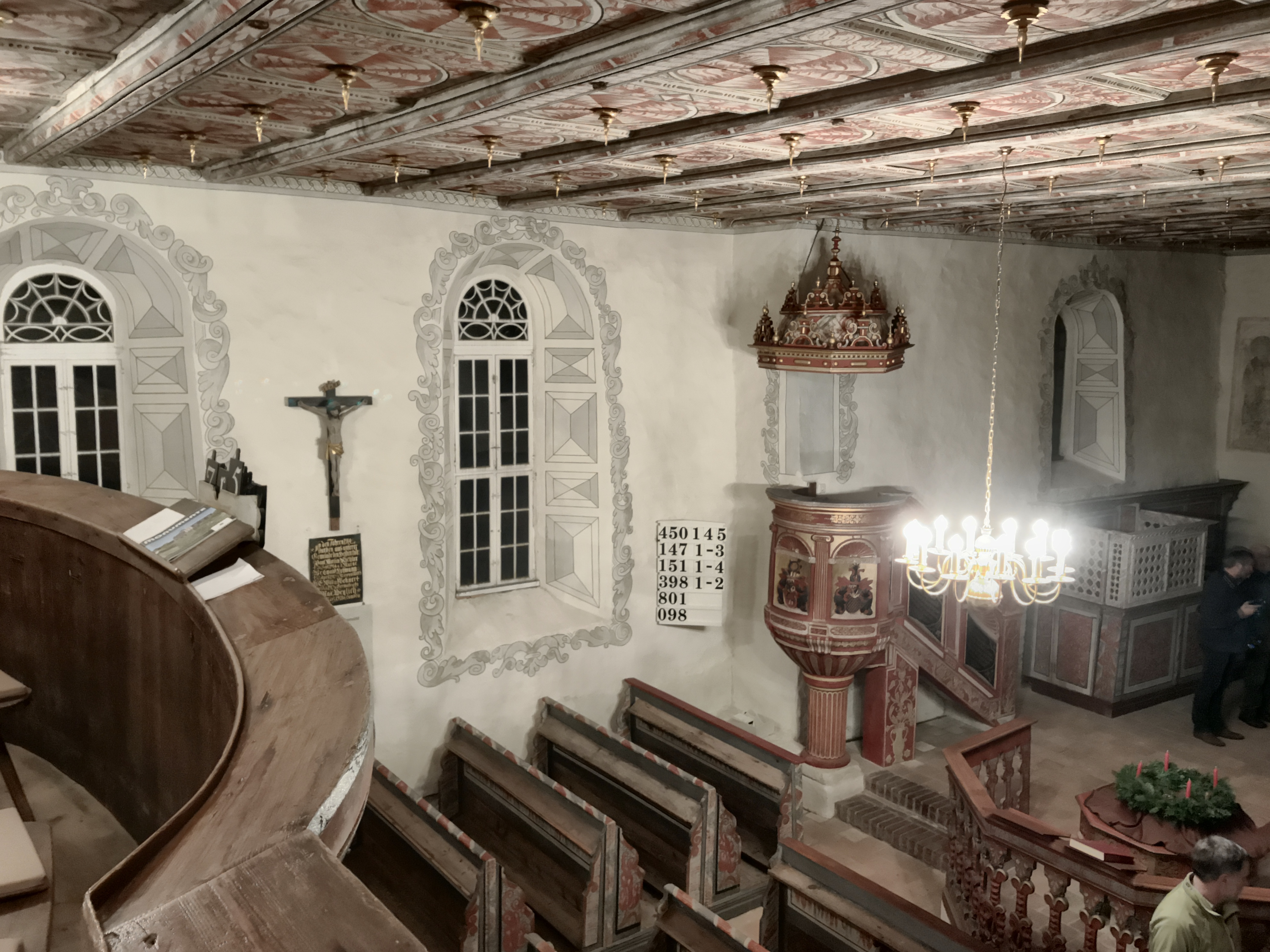
Innenraum

Die heute in Blochwitz zu sehende Kirche wurde nach dem Dreißigjährigen Krieg im Jahre 1668 unter Verwendung eines gotischen Vorgängerbaus errichtet und ausgemalt. Ein gotisches Portal und Wandmalereien im Inneren der Kirche zeigen sich als Reste von Vorgängerbauten, die bis in das 13. Jahrhundert zurückreichen, wie anhand der Bauform angenommen wird. Im Jahre 1789 kam es dann zu Ausbesserungs- und Umbauarbeiten am Turm. Dabei wurde eine ursprünglich vorhandene oktogonale Laterne, die eine Höhe von 6 bis 7 Ellen besaß, zurückgebaut und der Turm bekam seine heutige Gestalt. Weitere bekannte Instandsetzungsarbeiten an der Kirche erfolgten im Verlauf des 19. Jahrhunderts in den Jahren 1831, 1845 und 1879.
Im 20. Jahrhundert erfolgten konkrete und umfangreiche Restaurierungsarbeiten im Innen- und Außenbereich ab der Wendezeit. 1998 fanden sie vorläufig ihren Abschluss. Seitdem findet fortlaufend eine weitere Restaurierung des Innenraumes statt. Wobei im Inneren dabei bisher insbesondere die Holzbalkendecke Gegenstand der Maßnahmen ist.

## Baubeschreibung
Der Bautypus der Blochwitzer Kirche ist der einer romanischen Saalkirche. An das nahezu quadratisch geformte Langhaus, an dessen Südwand sich ein gedrungener Kirchturm mit einer großen Haube erhebt, schließt sich nach Osten der Chor an.
Dabei handelt es sich um eine Saalkirche mit eingezogenem Chor. Kirchenschiff und Chor, welche jeweils einen nahezu quadratischen Grundriss haben, sind mit Satteldach und Rundbogenfenstern ausgestattet. An der Südseite des Kirchenschiffs befindet sich ein gedrungener Turm mit oktogonalem Glockengeschoss und mächtiger Haube.

## Ausstattung

Innenansicht (1914)

In ihrem Inneren besitzt die Kirche im Turmuntergeschoss zwei niedrige und langgestreckte Räume mit Kreuzgratgewölbe. Sie bilden die Vorhalle zum Inneren des Kirchenschiffs und der Sakristei.
Der Innenraum der Kirche ist von einer reichen Ausmalung geprägt. Chor und Langhaus werden durch eine Kassettendecke überspannt, deren Kassetten farbig mit ornamentaler Bemalung mit Kreisen in Zinnoberrot, Weiß und Grau gefasst sind und in der Mitte vergoldete Rosetten tragen. In denselben Farben ist die restliche Ausstattung mit einer Empore im Süden, einer Orgelempore im Westen und Gestühl im Saal sowie im Chor gehalten. Die Orgelchorbrüstung besteht aus vergoldeten Balustern auf rotem, mit Ranken bemaltem Grund. Die Emporen tragen Felder mit gemaltem Blumen- und Rankenwerk. Die barocke Ausmalung entstand 1668 aus Anlass der Hochzeit Siegfrieds von Lüttichau mit Agnes von Einsiedel. Die Bodenfliesen stammen aus der Zeit um 1470. In einige wurden Katzenpfoten eingedrückt, wohl im Glauben damit böse Geister fernzuhalten. Außerdem ist in der Kanzelecke im Fußboden ein Kreuzstein zu finden.
Die Ausstattung und die Ausmalung der Kirche stammen aus der Zeit um 1668. Anlässlich der Hochzeit der Agnes von Einsiedel mit Siegfried von Lüttichau fanden zu jener Zeit eigens Umbau- und Renovierungsarbeiten statt, wodurch der in Zinnoberrot gehaltene Innenraum seine heutige Gestalt bekam. Das alte meißnische Adelsgeschlecht von Lüttichau saß zu jener Zeit im benachbarten Großkmehlen und hatte bereits seit 1439 die Herrschaft über das Dorf Blochwitz.
Figürliche Wandmalereien an der Ostwand und den östlichen Teilen der Nord- und Südwand zeigen insgesamt sechs Heilige. Diese Kunstwerke stammen wahrscheinlich schon aus der zweiten Hälfte des 15. Jahrhunderts. Da im Altarraum ein mittelalterliches Heiligenfries in Teilen erhalten ist, wird angenommen, dass die Kirche bereits im 13. oder 14. Jahrhundert eine reiche Ausgemalung besaß.

## Sakrale Ausstattungsstücke (Auswahl)
Zu den sakralen Ausstattungsstücken zählt der aus dem 17. Jahrhundert stammende Altar. Auch er befindet sich seit dem Jahre 1668 in der Kirche. Geprägt wird er von einem Gemälde, welches eine Abendmahlsdarstellung zeigt. Flankiert wird er von zwei toskanischen Säulen. Seitlich davon befinden sich Voluten und Fruchtgehänge, darüber Gebälk und im Auszug in einem weiteren Gemälde die Darstellung der Himmelfahrt Christi.
Die in der Kirche befindliche Kanzel ist etwa 100 Jahre älter, sie stammt aus der Zeit um 1550. Ihr auf einer kannelierten Säule ruhender Kanzelkorb ist von ionischen Pilastern gegliedert.
Der mittelalterliche Taufstein besitzt im Westen zum Gestühl des Saals hin eine polygonale hölzerne Umfriedung. Auch er wurde während der Renovierungsarbeiten des Jahres 1668 reichlich bemalt und aufwendigen Taufdeckel ausgestattet.

Taufstein (1914)
Kanzel (1914)
Altar (1914)

## Orgel

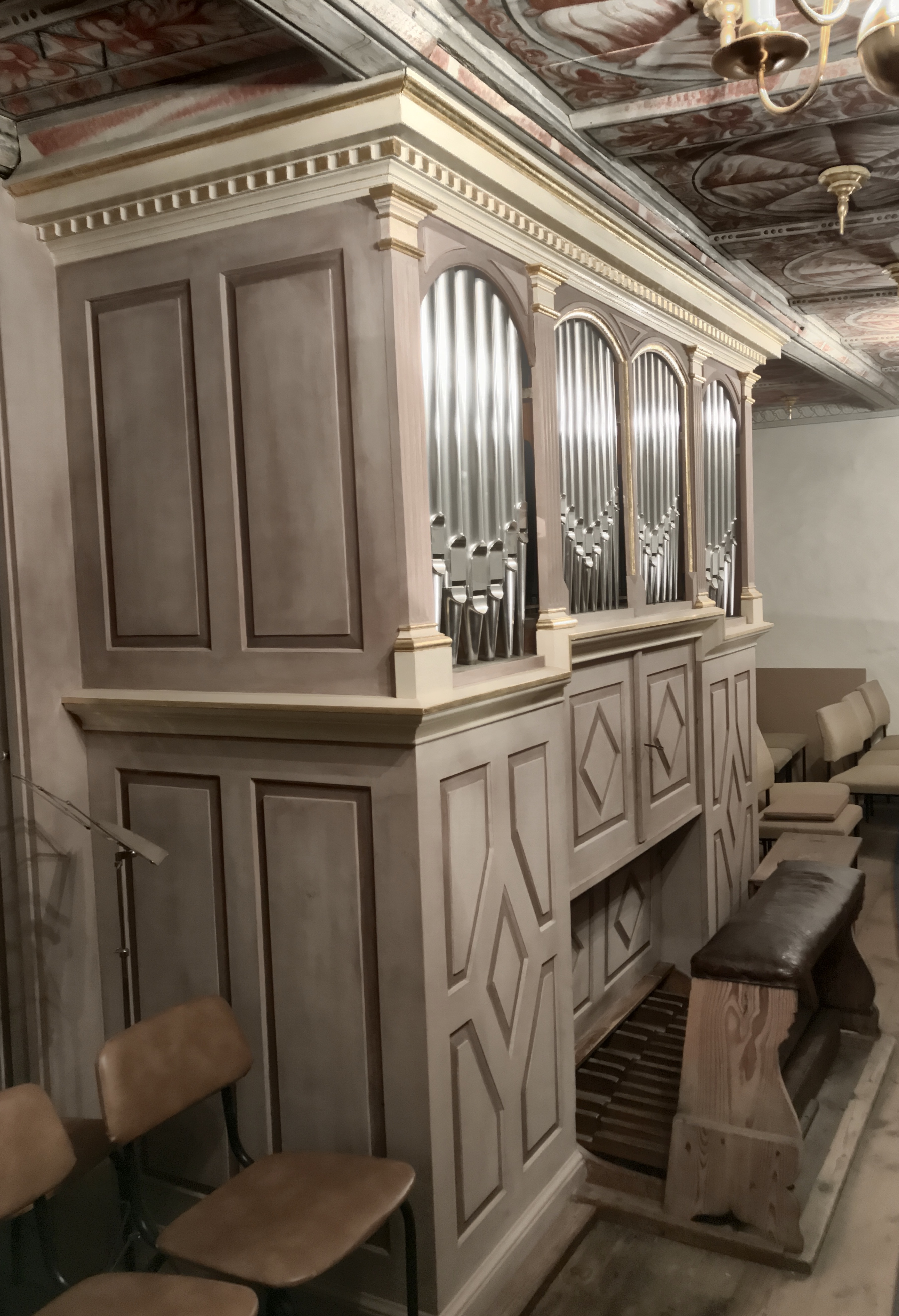
Orgel

Eine erste Orgel soll zwischen den Jahren 1733 und 1735 gekauft worden sein und aus dem Meißner Dom stammen.
Heute befindet sich in der Kirche eine im Jahre 1864 vom Liebenwerdaer Orgelbaumeister Christian Friedrich Raspe (1822–1892) geschaffene Orgel. Sie wurde zu jener Zeit für den Preis von 1200 Mark angeschafft. Das Instrument befindet sich mit einem Prospekt im Rundbogenstil auf der Westempore. Während des Ersten Weltkriegs wurden die zinnernen Pfeifen der Orgel zwischenzeitlich entfernt und zu Kriegszwecken eingeschmolzen. Ersetzt wurden sie durch Blechpfeifen. Die Orgel wurde im Jahre 2006 durch den Radebeuler Orgelrestaurateur Johannes Lindner renoviert. Dabei bekam das Instrument auch seine zinnernen Orgelpfeifen wieder.
Die Blochwitzer Orgel verfügt über eine mechanische Schleiflade, ein Manual und Pedal über neun Register. Die Disposition lautet folgendermaßen:
| I Manual C–e3   |    |
| Geigenprinzipal | 8′ |
| Gedeckt         | 8′ |
| Aeoline         | 8′ |
| Gambe           | 8′ |
| Prinzipal       | 4′ |
| Rohrflöte       | 4′ |
| Oktave          | 2′ |

| Pedal C–c1 |     |
| Subbass    | 16′ |
| Prinzipal  | 8′  |

- Pedalkoppel

## Glocken
Im Kirchturm hängen zwei Glocken. Die größere davon hat einen unteren Durchmesser von 76 cm bei einer Höhe von 64 cm. An ihrem Hals findet sich zwischen zwei Reifen in gotischen Minuskeln folgende Inschrift:
c d p rex + glorie fini + cvm pace . hilf . vns . vs . aller . not
c d p König + der Herrlichkeit beende + mit Frieden . hilf . uns . aus . aller . Not
Eine Jahreszahl darunter wird als 1401 gedeutet.
Die kleinere Glocke hat einen unteren Durchmesser von 65 cm und eine Höhe von 49 cm. Auf ihr findet sich ebenfalls eine Inschrift, die das Jahr 1515 als Gussjahr nennt:
ave maria gra anno dni XVc XV o (rex) glorie veni cvm pace
Gegrüßt seist du Maria Gna(denerfüllte) im Jahre des Herrn 15hundert 15 O König der Herrlichkeit komm mit Frieden.
Diese Glocke wird daher auf das Jahr 1515 datiert.

## Mahnen und Gedenken

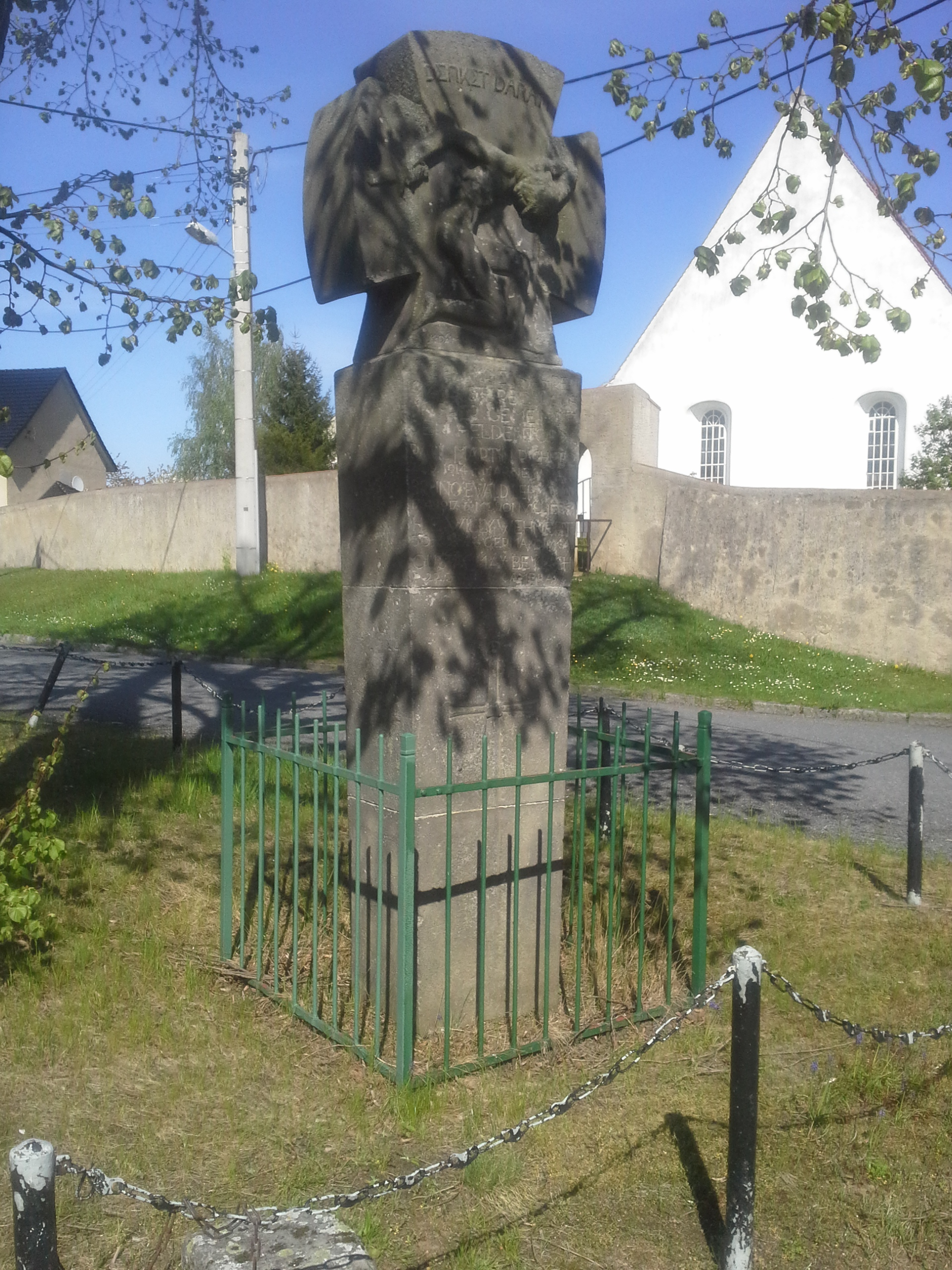
Gefallenendenkmal

Auf dem die Kirche umgebenden Friedhof befinden sich zwei Grabmale der Rittergutsfamilie Crome, welche vom Ende des 19. Jahrhunderts bis 1945 das Rittergut in Blochwitz besaß.
- Terese Olga († 1885)
- Marie Louise Crome geb. Haferland († 1890)

Des Weiteren sind nahe der Blochwitzer Kirche zwei Gefallenendenkmäler zu finden. Auf dem Friedhof ist zwischen Rhododendron ein Steinkreuz mit einer davorstehenden Namenstafel für in Endkämpfen des Zweiten Weltkrieges Gefallene zu sehen. Vor der Friedhofsmauer steht außerdem eine mit einer Inschrift versehene und von einem stilisierten Eisernen Kreuz bekrönte helle Steinsäule, welche der im Ersten Weltkrieg gefallenen Dorfbewohner gedenken soll. Dieses Gefallenendenkmal steht inzwischen unter Denkmalschutz.